# تصفيات بطولة إفريقيا لكرة القدم للسيدات 2018
تقدم هذه الصفحة ملخصات من مباريات الجولات التأهيلية لدور المجموعات من بطولة أفريقيا لكرة القدم للسيدات 2018 التي ستقام بغانا.
سيشارك ما مجموعه 24 منتخبا وطنيا للسيدات في التصفيات التي ستقام على دورين، ستتأهل سبعة منتخبات ستتأهل لنهائيات المسابقة.
| منتخبات مؤهَّلة للدور الثاني                                                  | منتخبات تلعب الدور الأول |
| --------------------------------------------------------------------------- | --- |
| - نيجيريا (35) - الكاميرون (47) - غينيا الاستوائية (51) - جنوب إفريقيا (52) | - ساحل العاج (63) - المغرب (72) - الجزائر (74) - السنغال (78) - زيمبابوي (83) - مالي (85) - إثيوبيا (93) - بوركينا فاسو (101) - زامبيا (102) - ناميبيا (103) - تنزانيا (108) - كينيا (114) - أوغندا (115) - جمهورية إفريقيا الوسطى (NR) - الكونغو (NR) - غامبيا (NR) - ليسوتو (NR) - ليبيا (NR) - سيراليون (NR) - إسواتيني (NR) |

| - أنغولا (NR) - بنين (NR) - بوتسوانا (118) - بوروندي (NR) - الرأس الأخضر (NR) - تشاد (NR) - جزر القمر (NR) - جيبوتي (NR) - جمهورية الكونغو الديمقراطية (NR) - مصر (77) - إرتريا (NR) - الغابون (NR) - غينيا (98) - غينيا بيساو (NR) - ليبيريا (NR) - مدغشقر (NR) - مالاوي (NR) - موريتانيا (NR) - موريشيوس (NR) - موزمبيق (NR) - النيجر (NR) - رواندا (111) - ساو تومي وبرينسيب (NR) - سيشل (NR) - الصومال (NR) - جنوب السودان (NR) - السودان (NR) - توغو (NR) - تونس (71) |

## الدور الأول
| الفريق الأول | إجم.         | الفريق الثاني          | مباراة الذهاب | مباراة الإياب |
| ------------ | ------------ | ---------------------- | ------------- | ------------- |
| السنغال      | 2–3          | الجزائر                | 2–1           | 0–2           |
| ليبيا        | 0–15         | إثيوبيا                | 0–8           | 0–7           |
| المغرب       | 1–1 (خ)      | ساحل العاج             | 1–1           | 0–0           |
| سيراليون     | ألغيت        | مالي                   | —             | —             |
| بوركينا فاسو | 3–3 (3–5 ج.) | غامبيا                 | 2–1           | 1–2           |
| الكونغو      | 3–1          | جمهورية إفريقيا الوسطى | 2–0           | 1–1           |
| كينيا        | 1–0          | أوغندا                 | 1–0           | 0–0           |
| ليسوتو       | 3–1          | إسواتيني               | 1–0           | 2–1           |
| تنزانيا      | 4–4 (خ)      | زامبيا                 | 3–3           | 1–1           |
| ناميبيا      | 0–4          | زيمبابوي               | 0–2           | 0–2           |

## الدور الثاني
| الفريق الأول | إجم.    | الفريق الثاني    | مباراة الذهاب | مباراة الإياب |
| ------------ | ------- | ---------------- | ------------- | ------------- |
| الجزائر      | 6–3     | إثيوبيا          | 3–1           | 3–2           |
| ساحل العاج   | 2–2 (خ) | مالي             | 2–2           | 0–0           |
| غامبيا       | 0–7     | نيجيريا          | 0–1           | 0–6           |
| الكونغو      | 0–10    | الكاميرون        | 0–5           | 0–5           |
| كينيا        | 2–3     | غينيا الاستوائية | 2–1           | 0–2           |
| ليسوتو       | 0–7     | جنوب إفريقيا     | 0–1           | 0–6           |
| زامبيا       | 2–2 (خ) | زيمبابوي         | 0–1           | 2–1           |

## المنتخبات المتأهلة
| المنتخب          | تاريخ التأهل   | المشاركات السابقة في كأس أمم أفريقيا لكرة القدم للسيدات1                    |
| ---------------- | -------------- | --------------------------------------------------------------------------- |
| غانا (المستضيف)  | 28 سبتمبر 2016 | 11 (1991، 1995، 1998، 2000، 2002، 2004، 2006، 2008، 2010، 2014، 2016)       |
| الجزائر          | 10 يونيو 2018  | 4 (2004، 2006، 2010، 2014)                                                  |
| مالي             | 10 يونيو 2018  | 6 (2002، 2004، 2006، 2008، 2010، 2016)                                      |
| نيجيريا          | 11 يونيو 2018  | 12 (1991، 1995، 1998، 2000، 2002، 2004، 2006، 2008، 2010، 2012، 2014، 2016) |
| الكاميرون        | 9 يونيو 2018   | 12 (1991، 1995، 1998، 2000، 2002، 2004، 2006، 2008، 2010، 2012، 2014، 2016) |
| غينيا الاستوائية | 9 يونيو 2018   | 4 (2006، 2008، 2010، 2012)                                                  |
| جنوب إفريقيا     | 10 يونيو 2018  | 11 (1995، 1998، 2000، 2002، 2004، 2006، 2008، 2010، 2012، 2014، 2016)       |
| زامبيا           | 10 يونيو 2018  | 2 (1995، 2014)                                                              |